# Delfino Codazzi
Delfino Codazzi (* 7. März 1824 in Lodi; † 21. Juli 1873 in Pavia) war ein italienischer Mathematiker. Er war zunächst Lehrer an Gymnasien (Licei) in Lodi und Pavia, ab 1865 Professor an der Universität von Pavia und befasste sich besonders mit Differentialgeometrie.
1859 fand er die Mainardi-Codazzi-Gleichungen zur Theorie der Flächen im dreidimensionalen Raum, allerdings wurde die Arbeit erst zehn Jahre nach seinem Tod publiziert.